# Függetlenségi 48-as és Kossuth Párt
A Függetlenségi 48-as és Kossuth Párt 1922-ben alakult Batthyány Tivadar gróf és Nagy Vince vezetésével. Önmagukat a Tanácsköztársaság alatt betiltott és feloszlatott Egyesült Negyvennyolcas és Függetlenségi Párt folytatásaként definiálták.

## Története
A Függetlenségi 48-as Párt néven indult szervezet, ami önmagát az Egyesült Negyvennyolcas és Függetlenségi Párt folytatásaként definiálta a Trianon utáni politikai zűrzavarban az elődjével kapcsolatos negatív asszociációk elkerülése végett (sok függetlenségi párti támogatta IV. Károly magyar király visszatérési kísérleteit) felvette Kossuth nevét is, jelezvén a demokratikus és függetlenségi („48-as”) hagyományokat kívánják továbbvinni. A hamar kiéleződő belső ellentétek hatására 1923-ban – a régi, függetlenségi párti képviselőkkel együtt, mint pl. P. Ábrahám Dezső – távozott Batthyány Tivadar, mely után jelentős szavazótáborra már nem számíthattak. A párt az 1926-os választásokon csupán öt, az 1935-ös választásokon csupán két önálló jelöltet tudott indítani.
Habár alkalmi helyi választási szövetségek révén ennél több jelöltjük is indulhatott, többek között a párt elnöke is, fennállása során választásonként egy-egy tagot sikerült delegálniuk az Országgyűlésbe. Az 1931-es választások kivételével 1922-ben, 1926-ban és 1935-ben is bejutott egy-egy képviselőjük. 1924-ben egy helyi időközi választáson Nagy Vince is bekerült, ő azonban 1926-ban elbukott.
Az 1935-ös választásokra a párt meglehetősen szétesett állapotban volt; két legnagyobb tagszervezete más-más néven állított jelölteket, igaz zárójelben megadták a Kossuth Párt címkét is. A sikeresebb a Kun Béla vezette, nem sokkal korábban az FKGP-ből kivált Nemzeti Agrár Ellenzék volt, ami egy tagot (Kunt) juttatta a parlamentbe, míg a párt hivatalos jelöltjei közül is bejutott egy képviselő, Országos Függetlenségi Kossuth Párt  néven, a Nemzeti Radikális Párttal választási szövetségben.
Az 1939-es választásokon önálló listát már nem tudtak állítani. A párt egykor volt elnöke és korábbi parlamenti képviselője, Rupert Rezső feljutott a Polgári Szabadságpárt listájára, illetve egyéniben  is indult Polgári Agrárpárt megjelöléssel a devecseri választókörzetben. Ugyan egyéniben elbukott, a PSZP listáján mandátumhoz jutott, amit követően a parlamentben is a PSZP frakcióhoz csatlakozott.
A Kossuth párt és teljes tagsága – a pártot 1928 óta elnöklő Nagy Vince vezetésével – 1945. április 13-án beolvadt az FKGP-be.

## Országgyűlési választási eredményei
| Választási eredmények | Szavazatok száma | Szavazatok aránya | Mandátumok száma (össz.) | Mandátumok aránya (össz.) | Parlamenti szerepe |
| --------------------- | ---------------- | ----------------- | ------------------------ | ------------------------- | ------------------ |
| 1922-es               | 33 220           | 2,04%             | 1                        | 0,41%                     | ellenzék           |
| 1926-os               | 13 564           | 1,19%             | 1                        | 0,41%                     | ellenzék           |
| 1931-es               | 28 518           | 1,89%             | ―                        | ―                         | nem jutott be      |
| 1935-ös               | 5 648            | 0,29%             | 1+1A                     | 0,41%                     | ellenzék           |
| 1939-es               | ―                | ―                 | ―                        | ―                         | nem indult B       |

- A: Az egyik Országos Függetlenségi Kossuth Párt néven, a másik Nemzeti Agrár Ellenzék (lásd alább) néven
- B: Önálló listát nem állítottak, de Rupert Rezső Polgári Agrárpárt pártmegjelöléssel indult a devecseri egyéni választókerületben (lásd alább)

### A párt alegységeinek önálló eredményei

#### Nemzeti Agrár Ellenzék
A párt 1935-re szétesés-közeli állapotba került, több része is önálló listán indult. A hódmezővásárhelyi alapszervezet Nemzeti Agrár Ellenzék néven állított ki önálló listát, igaz zárójelben szerepelt a Kossuth Párt neve is. Kun Béla szerzett mandátumot ezen pártmegjelöléssel.
| Választási eredmények | Szavazatok száma | Szavazatok aránya | Mandátumok száma (össz.) | Mandátumok aránya (össz.) | Parlamenti szerepe |
| --------------------- | ---------------- | ----------------- | ------------------------ | ------------------------- | ------------------ |
| 1935-ös               | 5 320            | 0,27%             | 1                        | 0,41%                     | ellenzék           |

#### Polgári Agrárpárt
A Kossuth Párt az 1939-es választásokra nem tudott önálló jelöltet kiállítani, de korábbi parlamenti képviselője, Rupert Rezső egyéniben Devecserben Polgári Agrárpárt megjelöléssel mégis indulni tudott. Ott ugyan elbukott, de a Polgári Szabadságpárt listájáról bejutott a törvényhozásba. A parlamentben aztán a szabadságpárt frakciójához csatlakozott.
| Választási eredmények | Szavazatok száma | Szavazatok aránya | Mandátumok száma (össz.) | Mandátumok aránya (össz.) | Parlamenti szerepe |
| --------------------- | ---------------- | ----------------- | ------------------------ | ------------------------- | ------------------ |
| 1939-es               | 873              | 0,02%             | ―                        | ―                         | nem jutott be      |